# 黄花鹿藿
黄花鹿藿（学名：Rhynchosia lutea）为豆科鹿霍属下的一个种。

## 扩展阅读
- 維基物種上的相關：黄花鹿藿